# Robert Brownrigg
Pour les articles homonymes, voir Brownrigg.
Général Robert Brownrigg, (né en 1759 - mort le 27 avril 1833), est un officier et un homme d'état britannique. Il est le 3e gouverneur du Ceylan britannique.
Brownrigg a amené la dernière partie du Sri Lanka sous le contrôle britannique.

## Biographie

### Gouverneur du Ceylan britannique
En 1815, il établit un protectorat britannique sur le royaume de Kandy, dans l'actuelle île de Ceylan, grâce à un accord passé avec des ministres ayant trahi le souverain Sri Vikrama Rajasinha. Cet accord est aujourd'hui connu sous le nom de convention de Kandy. La même année, il s'empare notamment de la statue de Tara.
Robert Brownrigg est gouverneur lors du dernier soulèvement des locaux consécutif à leur colonisation, la rébellion d'Uva, en 1817-1818. La réaction brutale de la Grande-Bretagne, en massacrant tous les rebelles, sert d'avertissement au reste de la communauté. Après cette révolte, le Royaume de Kandy est annexé au Ceylan britannique.

## Héritage
En 2011, le président du Sri Lanka, Mahinda Rajapaksa, a initié au parlement srilankais, une révocation officielle d'un article officiel de la Gazette de Robert Brownrigg, selon laquelle tous les participants à la Grande Rébellion d'Uva de 1817-18 ont été condamnés comme Traîtres de la nation et leurs propriétés confisquées. 
Le 22 mai 2011, l'article de la Gazette de Brownrigg a été déclarée nul et non avenu, et tous traîtres ont été déclarés héros nationaux du Sri Lanka. Une déclaration nationale a été remise en leur nom à leurs descendants le Jour de la République de Sri Lanka.

## Distinctions
- Ordre du Bain : Chevalier Grand-croix